# Olindia schumacherana
Olindia schumacherana là một loài bướm đêm thuộc họ Tortricidae. Nó được tìm thấy ở hầu hết châu Âu.
Sải cánh dài 11–16 mm. Con trưởng thành bay từ tháng 6 đến tháng 7. Ấu trùng ăn nhiều loại thực vật thân thảo, bao gồm Ranunculus ficaria. 
- UKmoths
- Fauna Europaea Lưu trữ ngày 22 tháng 6 năm 2011 tại Wayback Machine

## Hình ảnh

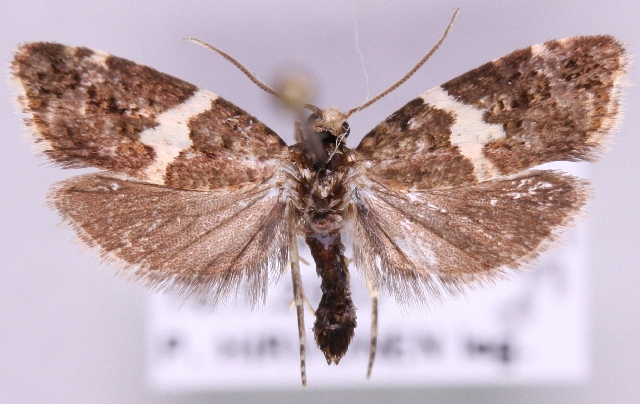
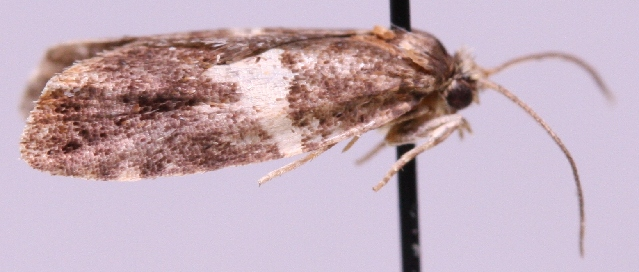
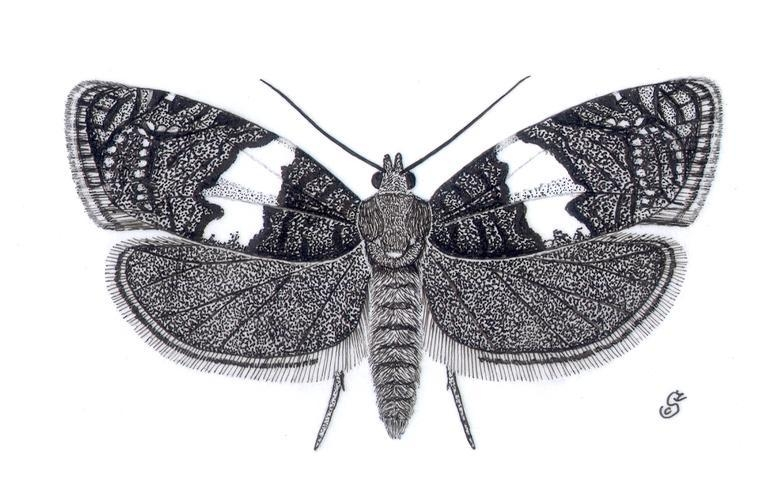